# Tainia laxiflora
Tainia laxiflora är en orkidéart som beskrevs av Tomitaro Makino. Tainia laxiflora ingår i släktet Tainia och familjen orkidéer. Inga underarter finns listade i Catalogue of Life.